# 乙硒醚
乙硒醚是一种有机硒化合物，化学式为C4H10Se。它在1836年被发现，也是第一个被发现的有机硒化合物。它可由碘乙烷和硒化钠的威廉姆逊反应制得：